# Mount Clarke (Enderbyland)
Mount Clarke ist ein Berg im ostantarktischen Enderbyland. Er besteht aus zwei rund 100 m auseinanderliegenden Gipfeln. Vom westlichen der beiden Gipfel führt ein größtenteils verschneiter Berggrat über eine Länge von etwa 500 m in westlicher Richtung. Ein weiterer erstreckt sich über eine Länge von rund 1000 m in nördlicher Richtung.
Das Antarctic Names Committee of Australia benannte ihn 1983 nach dem australischen Kartographen Andrew Clarke, der an zwei Forschungskampagnen in das Enderbyland beteiligt war und auf diesem Berg im Januar 1982 eine Vermessungsstation errichtet hatte. 